# ملدرسلو
ملدرسلو (به هلندی: Melderslo) یک منطقهٔ مسکونی در هلند است که در هورست ان‌ده ماس واقع شده‌است. ملدرسلو ۱٬۹۶۹ نفر جمعیت دارد.